# Noengrothai Chaipetch
Noengrothai Chaipetch (thailändisch หนึ่งฤทัย ไชยเพชร; * 1. Dezember 1982) ist eine ehemalige thailändische Leichtathletin, die sich auf den Hochsprung spezialisiert hat.

## Sportliche Laufbahn
Erste internationale Erfahrungen sammelte Noengrothai im Jah 2001, als sie bei den Südostasienspielen in Kuala Lumpur mit übersprungenen 1,74 m die Bronzemedaille hinter ihrer Landsfrau Netnapa Thaiking und Narcisa Atienza von den Philippinen gewann. Zudem gewann sie in diesem Jahr bei den Juniorenasienmeisterschaften in Bandar Seri Begawan mit 1,73 m die Bronzemedaille. 2003 gewann sie bei den Asienmeisterschaften in Manila mit 1,84 m die Bronzemedaille hinter der Vietnamesin Bùi Thị Nhung und Miyuki Fukumoto aus Japan. Anschließend siegte sie bei den Südostasienspielen in Hanoi mit einer Höhe von 1,86 m. Im Jahr darauf verbesserte sie den thailändischen Landesrekord auf 1,91 m und qualifizierte sich damit für die Olympischen Spiele in Athen, bei denen sie aber mit 1,89 m in der Qualifikation ausschied. 
2005 siegte sie bei den erstmals ausgetragenen Hallenasienspielen in Bangkok mit 1,88 m und gewann kurz darauf bei den Südostasienspielen in Manila mit 1,83 m die Bronzemedaille hinter den Vietnamesinnen Bùi Thị Nhung und Nguyễn Thị Ngọc Thy. Im Jahr darauf nahm sie erstmals an den Asienspielen in Doha teil und belegte dort mit 1,84 m den achten Platz. 2007 schied sie bei der Sommer-Universiade in Bangkok mit 1,70 m in der Qualifikation aus und verteidigte daraufhin bei den Hallenasienspielen in Macau mit 1,91 m ihren Titel. Anschließend gewann sie bei den Südostasienspielen in Nakhon Ratchasima mit 1,86 m die Silbermedaille hinter der Vietnamesin Bùi Thị Nhung. Im Jahr darauf startete sie erneut bei den Olympischen Spielen in Peking, scheiterte dort aber mit überquerten 1,80 m in der Qualifikation.
2009 klassierte sie sich bei den Studentenweltspielen in Belgrad mit 1,85 m auf dem sechsten Platz und schied anschließend bei den Weltmeisterschaften in Berlin mit 1,89 m in der Qualifikation aus. Daraufhin gewann sie bei den Hallenasienspielen in Hanoi mit neuem Hallenrekord von 1,93 m die Silbermedaille hinter der Usbekin Nadiya Dusanova. Bei den Asienmeisterschaften in Guangzhou wurde sie mit einer Höhe von 1,84 m Sechste und siegte anschließend bei den Südostasienspielen in Vientiane mit neuem Landesrekord von 1,94 m. Im Jahr darauf nahm sie erneut an den Asienspielen in Guangzhou teil und erreichte dort mit 1,87 m Rang fünf, wie auch bei den Leichtathletik-Asienmeisterschaften 2011 in Kōbe mit 1,85 m. Daraufhin belegte sie bei den Südostasienspielen in Palembang mit 1,84 m den vierten Platz. 2014 bestritt sie in Suphan Buri ihren letzten Wettkampf und beendete daraufhin ihre aktive sportliche Karriere im Alter von 31 Jahren.
In den Jahren von 2004 bis 2006, sowie 2008, 2009 und 2012 wurde Noengrothai thailändische Meisterin im Hochsprung.

## Persönliche Bestleistungen
- Hochsprung: 1,94 m, 14. Dezember 2009 in Vientiane (thailändischer Rekord)
  - Hochsprung (Halle): 1,93 m, 2. November 2009 in Hanoi (thailändischer Rekord)